# Kuwanimyia quadrisetosa
Kuwanimyia quadrisetosa är en tvåvingeart som först beskrevs av Baranov 1935.  Kuwanimyia quadrisetosa ingår i släktet Kuwanimyia och familjen parasitflugor. Inga underarter finns listade i Catalogue of Life.